# ريتشارد فيليبس (رسام)
ريتشارد فيليبس (بالإنجليزية: Richard Phillips) هو نحات ورسام وفنان أمريكي وبريطاني، ولد في 1962 في ماربلهيد في الولايات المتحدة.